# The Anime Encyclopedia
The Anime Encyclopedia: A Guide to Japanese Animation Since 1917 é uma enciclopédia anglo-estado-unidense sobre animés, escrita por Jonathan Clements e Helen McCarthy. Foi publicada em 2001 pela editora Stone Bridge Press nos Estados Unidos e no Reino Unido pela editora Titan Books. A segunda edição foi lançada em 2006 e a terceira edição foi lançada a 3 de março de 2015, com o subtítulo de A Century of Japanese Animation.

## Receção
George Phillips do sítio Anime News Network elogiou a enciclopédia a dizer: "Uma análise aprofundada das principais séries e discussões sobre as centenas de séries de animé que raramente (ou nunca) ouve-se falar no Ocidente", mas criticou-a pelos títulos que "não estão listados sob os nomes que as pessoas supõem-se; pode ser um pouco confuso no início". Fred Patten da Animation World Network comentou que o livro tinha "trezentas páginas a mais; uma expansão de 40%" na sua edição "revisada e ampliada", em comparação com o volume original. Fred Patten também elogiou a enciclopédia a escrever que a mesma era "destinada a todos os leitores; tanto aos leigos como aos especialistas (fãs e académicos)". Ridwan Khan do Animefringe elogiou o livro por ter "as entradas resumindo o enredo, oferecendo uma opinião e discutindo os pontos de interesse com frequência, incluindo as origens históricas ou o animé análogo. Os ícones que indicam a presença de linguagem imprópria, nudez e violência acompanham cada entrada. Para muitos, incluindo os bibliotecários, pais e líderes do clube, isto é potencialmente uma característica muito útil num ápice". Patrick Macias do jornal The Japan Times escreveu "embora o domínio de Clements e McCarthy na cultura japonesa, tanto alto como baixo, seja impressionante, os autores por vezes tropeçam quando tentam sair dos seus campos de especialização". Valerie MacEwan da revista PopMatters elogiou o livro e disse: "apenas o aficionado por animé mais recente encontraria este volume pobre em detalhes. [É] fácil de usar, totalmente indexado e com referências cruzadas com títulos em inglês e em japonês". Sarah do Anime UK News criticou o livro, dizendo que "as descrições de Clement e McCarthy podem trair preferências pessoais que possam não coincidir com os leitores".